# Wollaberg
Wollaberg je část obce Jandelsbrunn v německé spolkové zemi Bavorsko, v zemském okrese Freyung-Grafenau ve vládním obvodu Dolní Bavorsko. Leží v jižním Bavorském lese, nedaleko českých a rakouských hranic.

## Historie
Wollaberg byl ve středověku strategicky důležitým bodem a měl za úkol zajistit Klafferstraße jako spojnici s jižními Čechami. Tato cesta vedla k českokrumlovskému panství Rožmberků, kteří zůstali katolíci a byli spojeni s pasovským biskupem. Klafferstraße byla také důležitou obchodní cestou pro dobytek mezi Bavorskem a Maďarskem; odtud název „Ungarsteig“.
V roce 1458 vyrazila do Čech vojska vyslaná pasovským biskupem Ulrichem von Nußdorfem proti českému králi Jiřímu z Poděbrad, vypálila několik vesnic a ukradla dobytek. Na oplátku přišlio vojsko z Čech a v roce 1472 obsadilo Wollaberg, aby zablokovalio Klafferstrasse. Toto je také první doložená zmínka o Wollabergu. Pasovský kníže biskup si pak stěžoval papeži Pavlu II. na škody způsobené českými heretiky.
Wollaberg patřil k té části starého pasovského biskupství, kterou knížecí biskup Leopold Ernst von Firmian získal v roce 1765 od hornorakouského panství Rannariedl. V roce 1806 se Wollaberg stal součástí Bavorska.